# Langtang Ri
Langtang Ri – szczyt w Himalajach. Leży na granicy między Chinami a Nepalem. Jest to 106 szczyt Ziemi.
Pierwszego wejścia dokonała ekspedycja japońska 10 października 1981 r.